# Джюджюк
Джюджюк (азерб. Cücük) — село в Агдашском районе Азербайджана.

## Этимология
Мнения исследователей ресходятся: по мнению первых — название происходит от устаревшего слова «джуй» (канава) и уменьшительного окончания «чик» (аналогично подобному окончанию в русском языке), в переводе на русский — маленькая канавка; по мнению других — название села происходит от прилагательного «джуджук» (маленький; от этого же — слово «çocuk» в турецком языке, обозначающее ребенка).

## История
Село Джуджук в 1913 году согласно административно-территориальному делению Елизаветпольской губернии относилось к Карадаглы-Падарскому сельскому обществу Арешского уезда.
В 1926 году согласно административно-территориальному делению Азербайджанской ССР село относилось к дайре Гаджи-Алилы Геокчайского уезда.
После реформы административного деления и упразднения уездов в 1929 году был образован Карадаглинский сельсовет в Агдашском районе Азербайджанской ССР.
Согласно административному делению 1961 и 1977 года село Джюджюк входило в Карадаглинский сельсовет Агдашского района Азербайджанской ССР.
В 1999 году в Азербайджане была проведена административная реформа и был учрежден Карадаглинский муниципалитет Агдашского района, куда и вошло село.

## География
Через село Джюджюк проходит канал Чоджукарх.
Село находится в 6 км от центра муниципалитета Карадаглы, в 7 км от райцентра Агдаш и в 240 км от Баку. Ближайшая железнодорожная станция — Ляки.
Село находится на высоте 25 метров над уровнем моря.

## Население
| Численность населения | Численность населения | Численность населения |
| 1886                  | 1989                  | 2009                  |
| --------------------- | --------------------- | --------------------- |
| 244                   | ↗360                  | ↗477                  |

В 1886 году в селе проживало 244 человека, все — азербайджанцы, по вероисповеданию — мусульмане-сунниты.

## Климат
| Показатель                                             | Янв. | Фев. | Март | Апр. | Май  | Июнь | Июль | Авг. | Сен. | Окт. | Нояб. | Дек. | Год  |
| ------------------------------------------------------ | ---- | ---- | ---- | ---- | ---- | ---- | ---- | ---- | ---- | ---- | ----- | ---- | ---- |
| Средний суточный максимум, °C                          | 7,0  | 8,3  | 12,5 | 20,6 | 25,6 | 29,9 | 33,6 | 32,4 | 28,1 | 21,2 | 14,3  | 9,2  | 20,2 |
| Средняя температура, °C                                | 3,0  | 4,2  | 8    | 14,8 | 19,7 | 24,0 | 27,3 | 26,2 | 22,3 | 16,1 | 10,1  | 5,2  | 15,1 |
| Средний суточный минимум, °C                           | −1   | 0,2  | 3,6  | 8,9  | 13,8 | 18,1 | 21   | 20   | 16,5 | 11,1 | 6,0   | 1,2  | 9,9  |
| Норма осадков, мм                                      | 23   | 28   | 32   | 41   | 55   | 42   | 22   | 25   | 26   | 54   | 32    | 26   | 406  |
| Источник: http://en.climate-data.org/location/992259/6 |      |      |      |      |      |      |      |      |      |      |       |      |      |

Среднегодовая температура воздуха в селе составляет +15,1 °C. В селе семиаридный климат.

## Инфраструктура
В селе расположена средняя школа.
В 2006 году в село налажена поставка природного газа.